# Alberto Seguí
Alberto Seguí fue un marino argentino que luchó en la Guerra de la Triple Alianza y en las guerras civiles argentinas.

## Biografía
Alberto Seguí nació en la ciudad de Buenos Aires el 28 de febrero de 1846.
Muy joven aún, siguió la carrera naval graduándose de guardiamarina en 1859. Fue destinado al Guardia Nacional con el que en operaciones contra la escuadra de la Confederación Argentina desde el 26 de octubre de ese año.
En 1861 pasó al vapor Pavón y en 1863 a la capitanía de puerto, donde permaneció hasta 1865, año en que estalló la Guerra del Paraguay. Ante las escasas posibilidades de participar en el conflicto en las filas de la Armada Argentina, el teniente Seguí pidió y obtuvo su transferencia al ejército, incorporándose al Batallón N° 5 de línea, continuando en el frente hasta julio de 1868, cuando se separó del servicio.
El 24 de abril de 1869 se reincorporó y fue enviado a la provincia de Jujuy para organizar un regimiento de caballería.
Miembro del partido liberal, participó de la revolución de 1874, comportándose valientemente en la batalla de La Verde. Al frente del batallón de voluntarios Patricios de Buenos Aires luchó también en la defensa de Buenos Aires contra las fuerzas nacionales durante la revolución de 1880.
Falleció en Buenos Aires el 1 de marzo de 1904.